# 80 Plus

Logotipo da 80 Plus.

80 Plus (estilizado 80 PLUS) é um programa de certificação voluntária lançado em 2004, destinado a promover o uso eficiente de energia em unidades de alimentação para computadores (PSUs).
A certificação é adquirida para produtos que tenham mais de 80% de eficiência energética a 20%, 50% e 100% da carga nominal e um fator de potência de 0,9 ou superior a 100% da carga de uso.

## História
- A EPRI (Electric Power Research Institute) e a Ecos Consulting (promotora da marca) desenvolvem o Generalized Internal Power Supply Efficiency Test Protocol para fontes de alimentação multi-saída derivadas de desktop.
- Março de 2014: a ideia 80 Plus foi apresentada como uma iniciativa no Simpósio de Transformação de Mercado ACEEE.
- Ferevereio de 2005: a primeira fonte de alimentação pronta para o mercado foi criada pela Seasonic.
- 2006: A Energy Star adicionou os requisitos 80 Plus às suas futuras especificações de computador Energy Star 4.0 (em vigor desde julho de 2007).
- Novembro e fevereiro de 2006: HP e Dell certificam suas PSUs de acordo com a especificação 80 Plus.
- 20 de julho de 2007: Energy Star Computer Specification 4.0 entra em vigor. A especificação inclui níveis de eficiência de fontes de alimentação 80 Plus para computadores desktop.
- Dezembro de 2007: mais de 200[2] PSUs no merecado são certificadas 80 Plus e está se tornando o padrão do mercado.
- Primeiro trimestre de 2008: padrões revisados para adicionar certificações de nível mais alto de eficiência Bronze, Silver e Gold.
- Outubro de 2009: especificação adicionada para o nível de eficiência Platinum.[3]
- Fevereiro de 2012: A Dell e a Delta Electronics trabalhando juntas conseguiram alcançar a primeira fonte de alimentação de servidor 80 Plus Titanium do mundo.[4]

## Certificações por nível de eficiência
Os níveis de certificação se dividem nos seguintes, conforme o nível de eficiência energética (mostrados em % no quadro abaixo):
| 80 Plus test type            | Selo | 115 V interno não redundante | 115 V interno não redundante | 115 V interno não redundante | 115 V interno não redundante | 230 V interno redundante | 230 V interno redundante | 230 V interno redundante | 230 V interno redundante | 230 V EU interno não redundante | 230 V EU interno não redundante | 230 V EU interno não redundante | 230 V EU interno não redundante |
| Porcentagem de carga nominal | Selo | 10%                          | 20%                          | 50%                          | 100%                         | 10%                      | 20%                      | 50%                      | 100%                     | 10%                             | 20%                             | 50%                             | 100%                            |
| ---------------------------- | ---- | ---------------------------- | ---------------------------- | ---------------------------- | ---------------------------- | ------------------------ | ------------------------ | ------------------------ | ------------------------ | ------------------------------- | ------------------------------- | ------------------------------- | ------------------------------- |
| 80 Plus                      |      | —                            | 80%                          | 80%                          | 80%                          | —                        | —                        | —                        | —                        | —                               | 82%                             | 85%                             | 82%                             |
| 80 Plus Bronze               |      | —                            | 82%                          | 85%                          | 82%                          | —                        | 81%                      | 85%                      | 81%                      | —                               | 85%                             | 88%                             | 85%                             |
| 80 Plus Silver               |      | —                            | 85%                          | 88%                          | 85%                          | —                        | 85%                      | 89%                      | 85%                      | —                               | 87%                             | 90%                             | 87%                             |
| 80 Plus Gold                 |      | —                            | 87%                          | 90%                          | 87%                          | —                        | 88%                      | 92%                      | 88%                      | —                               | 90%                             | 92%                             | 89%                             |
| 80 Plus Platinum             |      | —                            | 90%                          | 92%                          | 89%                          | —                        | 90%                      | 94%                      | 91%                      | —                               | 92%                             | 94%                             | 90%                             |
| 80 Plus Titanium             |      | 90%                          | 92%                          | 94%                          | 90%                          | 90%                      | 94%                      | 96%                      | 91%                      | 90%                             | 94%                             | 96%                             | 94%                             |

4 categorias para a certificação:
- 115 V lista as fontes de alimentação certificadas para desktops, estações de trabalho e aplicações de servidor não redundantes.
- 230 V lista fontes de alimentação certificadas para aplicações redundantes de data center.
- 115 V Industrial lista fontes de alimentação para aplicações industriais. As unidades podem ser de qualquer formato físico (embutido, encapsulado, estrutura aberta, montagem em rack, montagem DIN).
- As fonte de alimentação internas de 230 V UE são certificadas para aplicações de desktop, estação de trabalho e servidor em configuração não redundantes.

Para os níveis de certificações mais altos, o requisito de fator de potência de 0,9 ou melhor foi estendido para aplicar a níveis de carga de 20% e 50%, bem como com 100% de carga. O nível Platinum requer 0,95 ou melhor fator de potência para servidores.
As metas de nível de eficiência da Climate Savers Computing Initiative para estações de trabalho de 2007 a 2011, correspondem aos níveis de certificação 80 Plus. De julho de 2007 a junho de 2008, nível 80 Plus básico (Energy Star 4.0). Para o próximo ano, a meta é o nível 80 Plus Bronze, no ano seguinte 80 Plus Silver, depois 80 Plus Gold e, finalmente, Platinum.
A redundância é normalmente usada em data centers.

## Publicidade enganosa da fonte de alimentação
Houve casos em que as empresas afirmam ou insinuam que seus suprimentos são 80 Plus quando não foram certificados e, em alguns casos, não atendem aos requisitos. Quando uma empresa revende uma fonte de alimentação OEM com um novo nome, ela deve ser certificada com o novo nome e empresa, mesmo que a fonte OEM seja certificada. Em alguns casos, um revendedor reivindicou uma potência mais alta do que o fornecimento pode fornecer - nesse caso, o fornecimentoi do revendedor não atenderia aos requisitos 80 Plus. O site 80 Plus possui uma lista de todos os suprimentos certificados, portanto é possível confirmar se o suprimento atende aos requisitos.
Embora alguns fabricantes de fontes de alimentação nomeiem seus produtos com nomes semelhantes, como "85 Plus", "90 Plus" e "95 Plus", não existe tal certificação ou padrão oficial.

## Verificar certificação

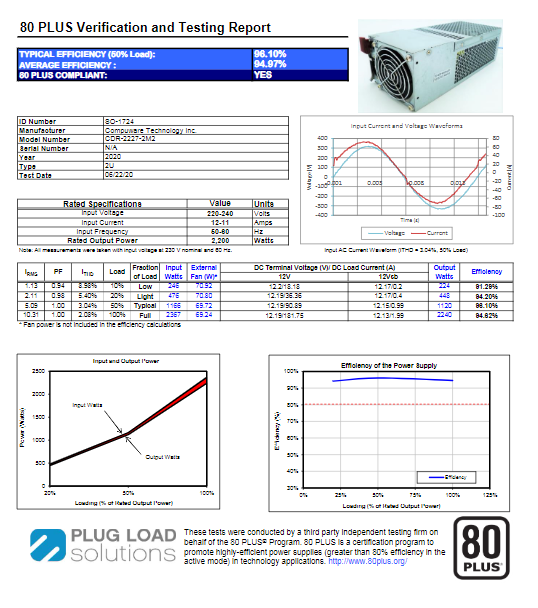
Exemplo de certificação 80+ Titanium Certification para o modelo Compuware CDR-2227-2M2 PSU

Além de enganar os consumidores alegando falsamente a certificação com nomes semelhantes ou empresas "revendendo", outra maneira de as empresas tentarem confundir os consumidores é alegando que atendem a um determinado requisito e certificação quando na verdade não o fazem. Por exemplo, o 80 Plus mais alto é o 80+ Titanium (96% de eficiência com 50% de carga). Algumas empresas alegam que atendem a esse requisito mesmo quando estão apenas próximas (ou seja, 95,xx%), portanto, reivindicando 80+ Titanium. No entanto, este não é o caso, pois pode-se facilmente modificar a unidade de teste para ser mais aprimorada do que os modelos de produção, a fim de aumentar ligeiramente os números.
O site oficial da Plug Load Solutions disponibiliza listas de certificações para cada empresa, permitindo ao consumidor verifiar quantos e quais modelos estão listados. Por exemplo, se dermos uma olhada na classificação mais alta disponível (80 Plus Titanium) na categoria 230V Internal (mais comum para PSUs industriais) para comparação; podemos ver que a Compuware Corporation lidera com 29 modelos, seguida pela Super Micro Computer, Inc. com 20 unidades 80 Plus Titanium, e em terceiro lugar está a Delta Electronics com 18 unidades.

## Visão geral técnica

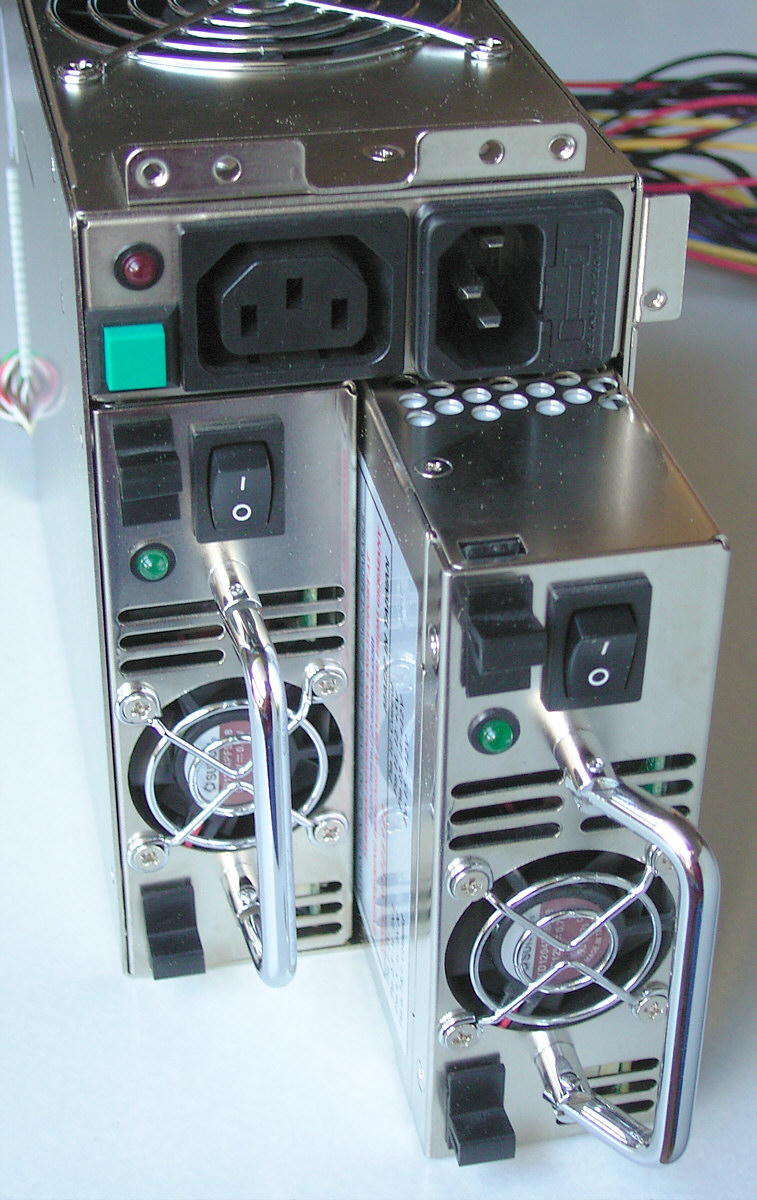
A fonte de alimentação redundante contém dois (ou mais) módulos.

A eficiência de uma fonte de alimentação de computador é sua potência de saída dividida pela potência de entrada; a potência de entrada restante é convertida em calor. Por exemplo, uma fonte de alimentação de 600 watts com 60% de eficiência funcionando a plena carga consumiria 1.000 W da rede elétrica e, portanto, desperdiçaria 400W como calor. Por outro lado, uma fonte de alimentação de 600 watts com 80% de eficiência funcionando a plena carga consumiria 750 W da rede elétrica e, portanto, desperdiçaria apenas 150 W como calor.
Para determinada fonte de alimentação, a eficiência varia dependendo de quanta energia está sendo fornecida. Os suprimentos geralmente são mais eficientes com carga entre metade e três quartos, muito menos eficientes com carga baixa e um pouco menos eficientes com carga máxima. Fontes de alimentação ATX mais antigas eram tipicamente 60% a 75% eficientes. Para se qualificar para 80 Plus, uma fonte de aliemntação deve atingir pelo menos 80% de eficiência em três cargas especificadas (20%, 50% e 100% da potência nominal máxima). No entanto, os suprimentos 80 Plus ainda podem ter menos de 80% de eficiência em cargas mais baixas. Por exemplo, uma fonte 80 Plus de 520 watts ainda pode ser 70% ou menos eficiente a 60 watts (uma energia ociosa típica para um computador desktop). Assim, ainda é importante selecionar uma fonte com capacidade adequada ao dispositivo que está sendo alimentado.
É mais fácil atingir os níveis de eficiência mais altos para suprimentos de maior potência, portanto, suprimentos Gold e Platinum podem estar menos disponíveis em suprimentos de nível de consumidor com capacidade razoável para máquinas desktop típicas.
Fontes de alimentação de computador típicas podem ter fatores de potência tão baixos quanto 0,5 a 0,6. O fator de potência mais alto reduz o consumo de corrente de pico, reduzindo a carga no circuito ou em uma fonte de alimentação ininterrupta.
Reduzir a saída de calor do computador ajuda a reduzir o ruído, pois as ventoinhas não precisam girar tão rápido para resfriar o computador. Calor reduzido e resultando em demandas de resfriamentos mais baixas podem aumentar a confiabilidade do computador.
As condições de teste podem fornecer uma expectativa irreal de eficiência para fontes muito carregadas e de alta potência (classificada muito maior que 300 W). Uma fonte de alimentação muito carregada e o computador que ela está alimentando geram quantidades significativas de calor, o que pode aumentar a temperatura da fonte de alimentação, o que provavelmente diminuirá sua eficiência. Como as fontes de alimentação são certificadas à temperatura ambiente, esse efeito não é levado em consideração.
80 Plus não define metas de eficiência para carga muito baixa. Por exemplo, a geração de energia em standby ainda pode ser relativamente ineficiente e pode não atender aos requisitos da One Watt Initiative. Testes de fontes de alimentação 80 Plus mostram que elas variam consideravelmente em eficiência de espera. Algumas fontes de alimentação consomem meio watt ou menos em standby sem carga, enquanto outras consomem várias vezes mais em standby, embora possam atender a níveis mais altos de requisitos de certificação 80 Plus.